# Bertrand Quentin
Pour les articles homonymes, voir Quentin (homonymie).
Bertrand Quentin, né le 18 février 1960, est un skipper et navigateur français de course au large.

## Biographie
Père breton de cinq enfants, il a d'abord été un entrepreneur maritime et ayant géré un chantier naval près de la Trinité-sur-Mer. Il s'est principalement occupé de la rénovation et de la préparation de voiliers de course Grand-Soleil dont certains ont eu des premières places au Spi Ouest-France. En 1994, il crée à La Trinité-sur-Mer le chantier Bretagne Carène Service.
Il vend son chantier après le défaut de paiement de certains clients. Et décide alors de se consacrer pleinement à la course en mer.

### Côte d'Or II

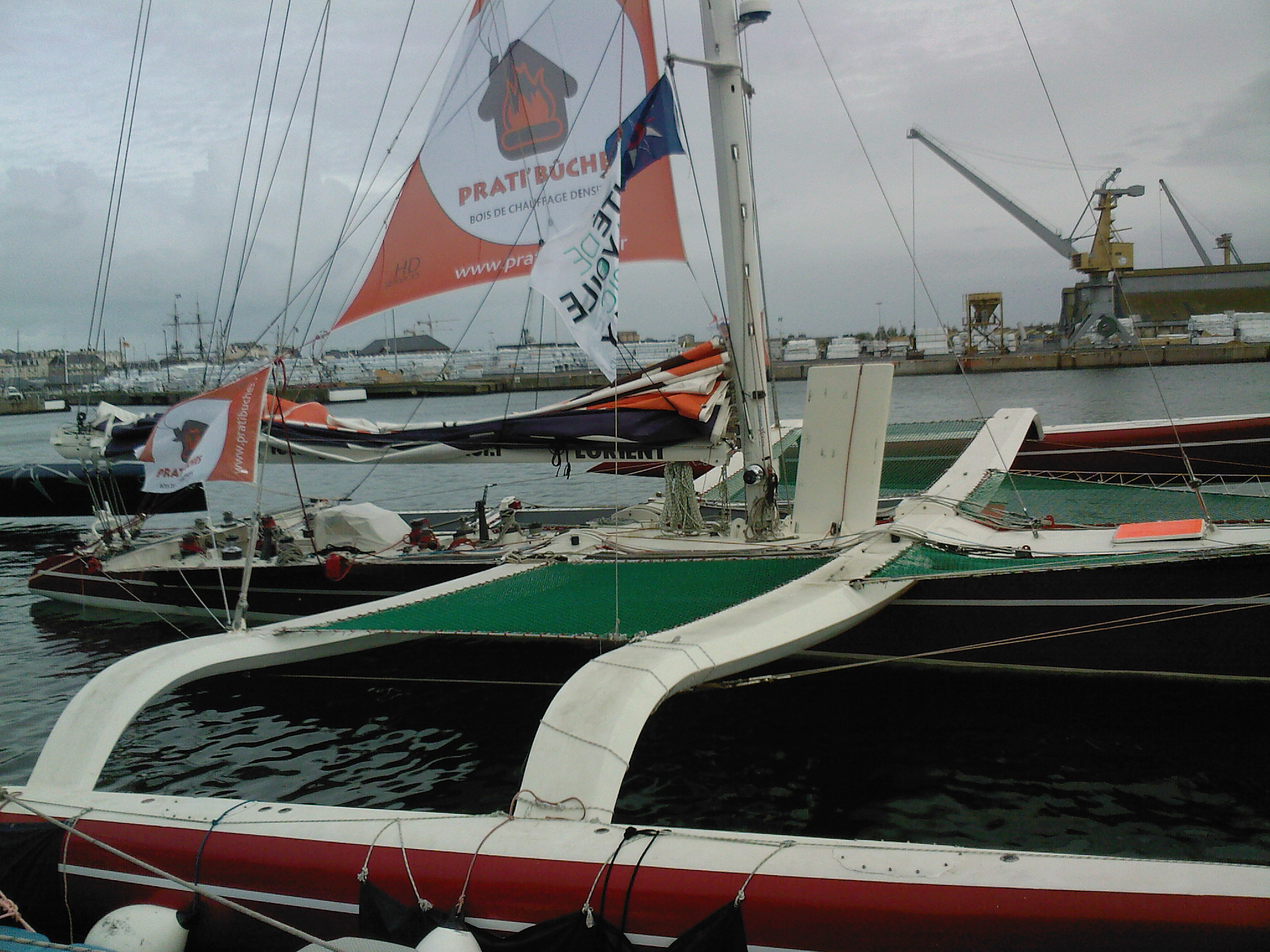
Le Côte d'Or II

Après avoir cherché des bateaux pour la course il s’intéresse au Côte d'Or II, le dernier voilier d'Éric Tabarly. Il reprend la remise en état du trimaran Côte d'Or II, qui avait démâté en 2002. En investissant 60 000 € et avec l'aide de deux Bretons : l’industriel Philippe Le Gall et l'écrivain Yann Queffélec, et avec l'accord de son propriétaire, un informaticien Portugais. Il parvient à le remettre à l'eau le 31 janvier 2010, pour se présenter au départ de la Route du Rhum 2010. L'ambition n'avait jamais été de remporter la première course mais de se placer honorablement et de montrer la valeur de ce bateau, qui est technologique, historique. Dès les premières heures de course une avarie moteur l'empêchant de recharger les batteries le contraint à s'éloigner au Sud de la route prévue. À cause de tous ses efforts au deuxième jour de course, il est victime d'un malaise cardiaque. Il active donc sa balise de détresse et n'a d'autre choix que d'abandonner le navire pour être hélitreuillé ,. 
Son état de santé restera longtemps critique. Bien que les médecins aient été pessimistes sur son état de santé, le pronostic vital ayant été plusieurs fois engagé et après plusieurs opérations à cœur ouvert. Bertrand Quentin navigue de nouveau aujourd'hui et participe à la sauvegarde du patrimoine marin Français.